# Немачка југозападна Африка
Немачка југозападна Африка је била колонија Немачког царства између 1884. године и 1920. године. Ова колонија се налазила на територији данашње Намибије.
Историја Немачке југозападне Африке почиње у 1883. години. Те године немачки трговац Адолф Лидериц купује земљиште од вође локалног племена на територији познатом под именом Ангра Пекуења. Због страха од преузимања његовог земљишта од стране Велике Британије он 24. априла 1884. године ставља своје земљиште под контролу Немачког царства. 17. августа исте године територија постаје и званично делом Немачког царства. 1890. године колонији је додата територија Каприви на североистоку. Са својих 835.000 km² Немачка југозападна Африка је била готово један и по пут већа од самог Немачког царства.
Немачка југозападна Африка је једина немачка колонија у којој су се Немци населили у већем броју. 1914. године на територији колоније је живело приближно 12.000 Немаца, око 2.000 осталих европљана (Енглези и Холанђани) и приближно 150.000 домородаца. Домороци који су се састојали од три етничке скупине су од стране европљана звани хотентоти. 80.000 домородаца је припадало етничкој групи Хереро, 60.000 Овамбо и 10.000 Нама.
Племе Хереро је 1904. године подигло устанак против сурове немачке окупације ондашње „Југозападне Африке”. У првих неколико дана побуне Хереро су побили 123 немачка цивила у централној Намибији. Устанку се на југу брзо придружило племе Нама, а затим је Немачка на терен у пустињи Намиб послао генерала Лотара Фон Троту. Познат по суровости у обрачуну са побунама у немачким колонијама у Азији и на истоку Африке, генерал Лотар Фон Трот је издао налог да се истребе сви домороци на тлу немачке Југозападне Африке.
Немачке колонијалне Шуц-трупе су у кланац код Вартемберга на улазу у пустињу Намиб сатерале више од 60.000 припадника племена Хереро и затровале изворе воде миљама у круг. Потоњи помор у пустињи Намиб данашња историографија, сматра – првим геноцидом у 20. веку. Више од три четвртине Хереро становништва побиле су немачке снаге 11. августа 1904. године, а 15.000 одведено је у пустињу и остављено да умре од глади. Јужна Африка преузела је власт над тим подручјем 1915. године. Немачка је упутила извињење приликом 100. годишњице масакра.